# Tràn lề

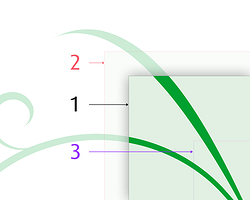
1. Khổ thành phẩm: Kích thước sau khi cắt.
2. Khổ tràn lề
3. Khổ bát chữ: Nằm trong lòng khổ thành phẩm.

Trong in ấn, khổ tràn lề là vùng ngoài khổ cắt. Là khu vực dự phòng cho những hạn chế của công đoạn in cũng như thiết kế. Các đối tượng nằm quá sát khổ cắt sẽ phải được mở rộng ra đến khổ tràn lề để đảm bảo không xuất hiện các cạnh lề trắng sau khi cắt..
Trong thực tế sản xuất, gần như không thể cắt đúng khổ thành phẩm đã định trên thiết kế. Do đó từ khâu thiết kế hoặc từ khâu chế bản phải thiết lập khổ tràn lề. Sau đó phải tiến hành di chuyển, phóng lớn hoặc kéo giãn các chi tiết cần tràn lề ra khỏi khổ thành phẩm, tiến sát hoặc vượt qua khổ tràn lề với yêu cầu thông thường là 03mm.